# Haus Nasarija Suchoty
Das Haus Nasarija Suchoty (ukrainisch Будинок Назарія Сухоти) ist ein denkmalgeschütztes Gebäude auf dem Kontraktowa-Platz Nr. 12 im historischen Stadtteil Podil der ukrainischen Hauptstadt Kiew.
Das Gebäude wurde 1804 für den Kiewer Geschäftsmann Nasarija Suchoty erbaut. Nach dem Großbrand in Podil von 1811 wurde das Haus ein Amtsgebäude. In Folge des Verlustes des Magdeburger Stadtrechts zogen 1838 der Kiewer Stadtrat und die Stadtverwaltung in das Gebäude ein. So wurde das Gebäude das Wahrzeichen der Stadt.

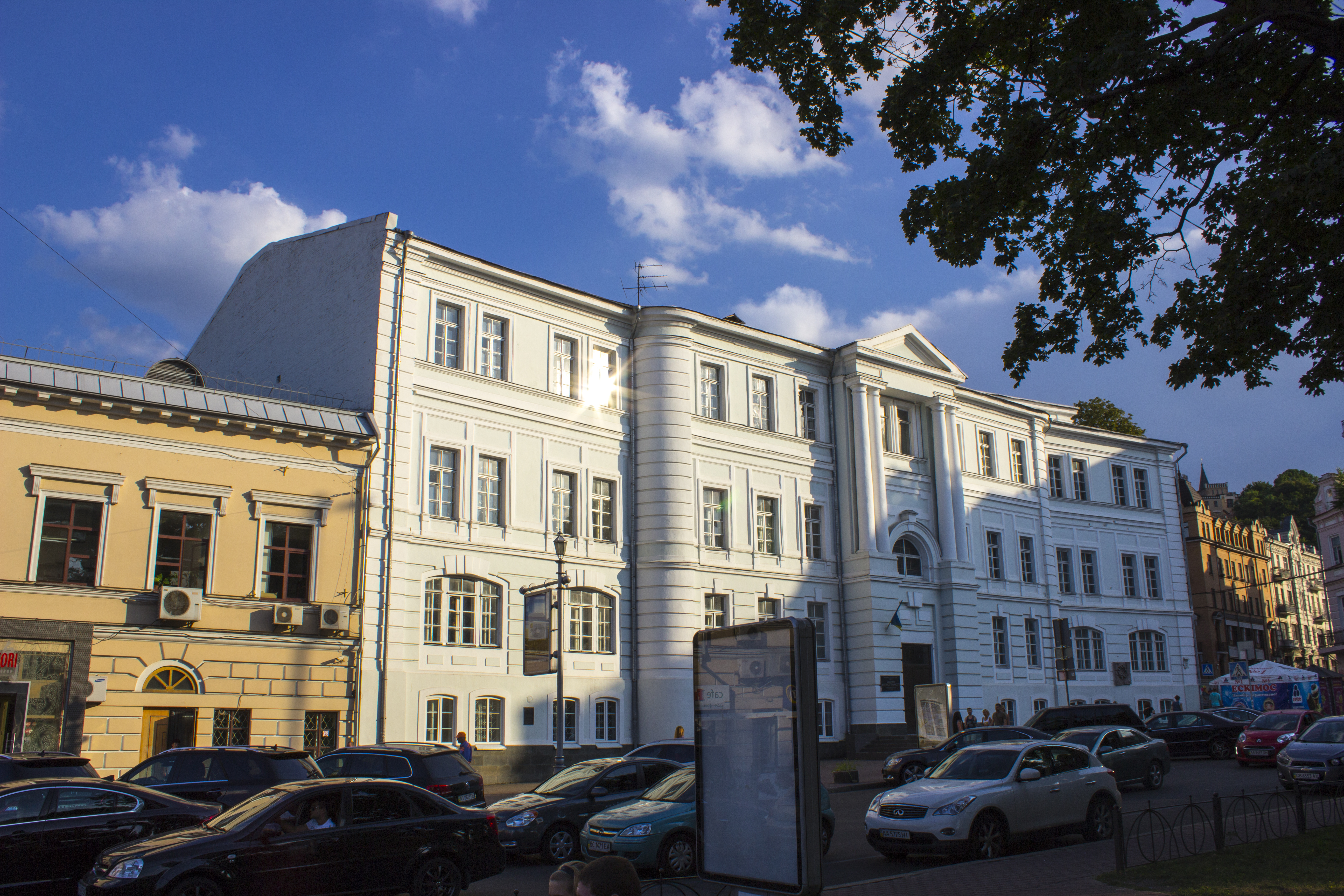
Gesamtansicht des Gebäudes

Nachdem der Stadtrat ein neues Gebäude auf dem Chreschtschatyk bezogen hatte, wurde dem Haus zwischen 1876 und 1878 durch den Architekten A. N. Kasanskyj (А. Н. Казанський) eine dritte Etage aufgesetzt und fortan, mit einer Unterbrechung während des Russischen Bürgerkriegs, als es 1920 als Hauptquartier der Bolschewiki diente, als Schulgebäude genutzt.
Seit 1979 ist das Haus ein Architekturdenkmal.